# ヒューマンキャンパス高等学校

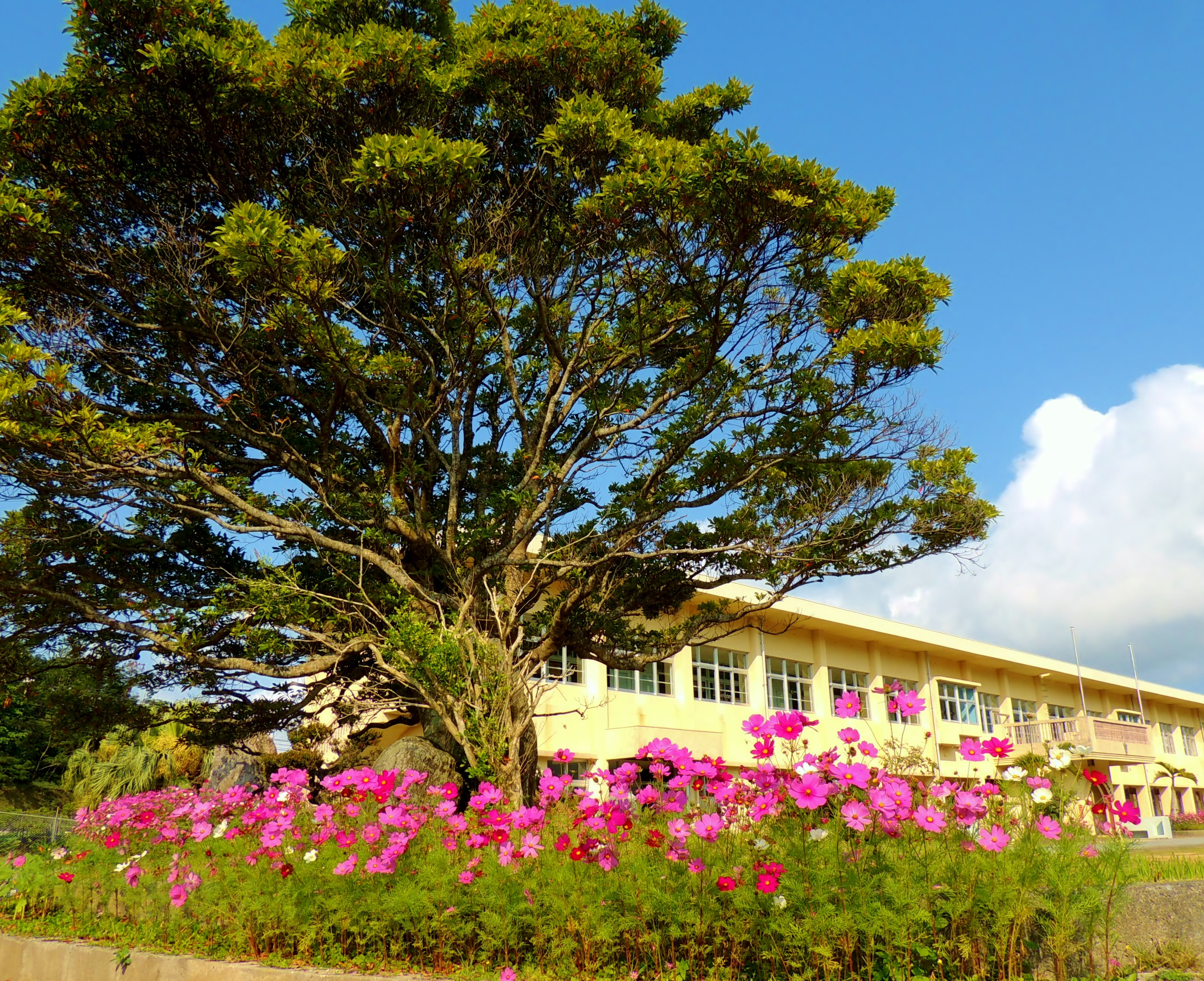
名護本校

ヒューマンキャンパス高等学校（ヒューマンキャンパスこうとうがっこう）は、北海道から沖縄まで全国40ヶ所以上に学習センターがある私立の通信制高等学校。本校は沖縄県名護市。運営法人は学校法人佐藤学園。
週1〜5日通学の通学型の3コースと自宅学習中心の一般通信コースを持つ通信制高校で、「通いたくなる学びの場の創造」を理念に、高校の勉強をしながら、様々な専門分野を学べるとことを特徴とした通学型の専門コースを持つ高校として全国展開している。

## 概要
前身は、内閣府および文部科学省より「南木曽町教育特区」の認定を受け、ヒューマンアカデミーが2009年（平成21年）4月に長野県に開校したヒューマンアカデミー高等学校。
2014年（平成26年）に設置者を学校法人佐藤学園に移管し、同年4月に沖縄県で開校。移管時にヒューマンアカデミー高校から教職員や生徒が転籍をした。
通学型コースは、生徒の【将来の夢（職業）発見】を【実現】につなげる通信制高校として、総合学園ヒューマンアカデミーや大阪バイオメディカル専門学校をはじめとした専門教育機関と連携し、高校の学習と合わせて、20分野70職種以上に対応した専門学習ができる教育環境を実現。高校卒業+αの体験で「充実した学園生活」と「将来の自分発見」を目指している。
専門科目の授業は業界で活躍しているプロの先生が、業界の動向を反映させながら、実際に教室で指導を行うため、「業界の今」を身近に感じながら、将来社会に出て役立つスキルを、実体験を通して楽しく学ぶことができる。
また、ひとりひとりの夢の実現のために、授業内容や学習方法、業界情報などの相談はもちろん、日常生活まで各学習センターのスクールカウンセラーに相談でき、在学中だけでなく、業界就職、大学進学、海外留学、プロデビューなど、卒業後のキャリアサポートまでをサポートする体制がある。
学校教育法に定められた高等学校であり、卒業条件は全日制高校と全く同じで「高校卒業資格」が取得できる。詳細は高等学校通信教育を参照。

## 学べる専門分野
高校の勉強をしながら学べる専門分野は20種以上あり、70職種以上の職種が目指せる。やりたいことがはっきりしている人がそれに打ち込めることはもちろん、まだ何に向いているか分からない人には、いろんな分野に触れてみることで、自分の「好き」を見つけたり、「やりたいこと」の適性を確かめたりするコースも設定されている。
- デザイン・芸術
- メイク・美容
- ネイル
- モデル
- ファッション
- 声優・タレント
- 俳優・女優
- ミュージック
- マンガ・イラスト
- ゲーム・アニメ
- eスポーツ
- 大学短大総合進学
- 地方公務員初級
- メディカルクリニック
- 理科実験
- チャイルドマインダー
- スポーツ
- ダンス
- フットサル
- スノーボード
- バスケットボール
- フィッシング
- ビジネス
- 英語
- 韓国語
- エアポートサービス
- 農業
- ペット

## 学習センター
北は北海道から、南は沖縄まで、全国に40か所以上のキャンパスがあり、どのキャンパスも駅から近く、通学にも便利な立地になっている。
- 北海道・東北 - 札幌大通、札幌駅前、旭川、室蘭、仙台
- 関東 - 宇都宮、高崎、大宮、大宮第二、柏、東京（高田馬場）、新宿、秋葉原、渋谷、立川、横浜
- 中部 - 新潟、湯沢、魚沼、十日町、佐渡、富士河口湖、静岡、浜松、名古屋、名古屋第二
- 近畿 - 四日市、大阪、なんば、京都、神戸、和歌山
- 中国・四国 - 広島、広島第二、福山サポート教室、岡山、高松、高知
- 九州・沖縄 - 北九州、福岡、熊本、宮崎、鹿児島、名護（本校）、那覇

## 著名な卒業生
- 田中有紀 - 声優（NOW ON AIRメンバー）
- 橋本拓哉 - バスケットボール選手（大阪エヴェッサに所属）